# Теорема Кнастера — Тарского
Теорема Кнастера — Тарского (теорема Тарского) — теорема в теории решёток, впервые сформулированная в частном случае Брониславом Кнастером и обобщенная Альфредом Тарским. Утверждает, что для любого монотонного отображения {\displaystyle f:L\to L} полной решётки {\displaystyle \langle L,\sqsubseteq \rangle } (то есть такого, что {\displaystyle l_{1}\sqsubseteq l_{2}\Rightarrow f(l_{1})\sqsubseteq f(l_{2})}) множество всех неподвижных точек {\displaystyle \mathrm {Fix} (f)=\{l\in L\mid f(l)=l\}} также является полной решёткой.
Результат используется в теоретической информатике, в частности, в работах по семантике языков программирования.
Из теоремы Кнастера — Тарского следует, что монотонное отображение полной решётки на себя имеет хотя бы одну неподвижную точку (так как полная решётка не может быть пустой). Более того, такое отображение имеет наименьшую и наибольшую неподвижные точки. Теорема Клини о неподвижной точке утверждает, что для непрерывных по Скотту отображений (которые, как следствие непрерывности, являются монотонными) существует наименьшая неподвижная точка. Кроме того, теорема Клини выполнена также для любых полных частичных порядков.